# Harzweg 5 (Quedlinburg)

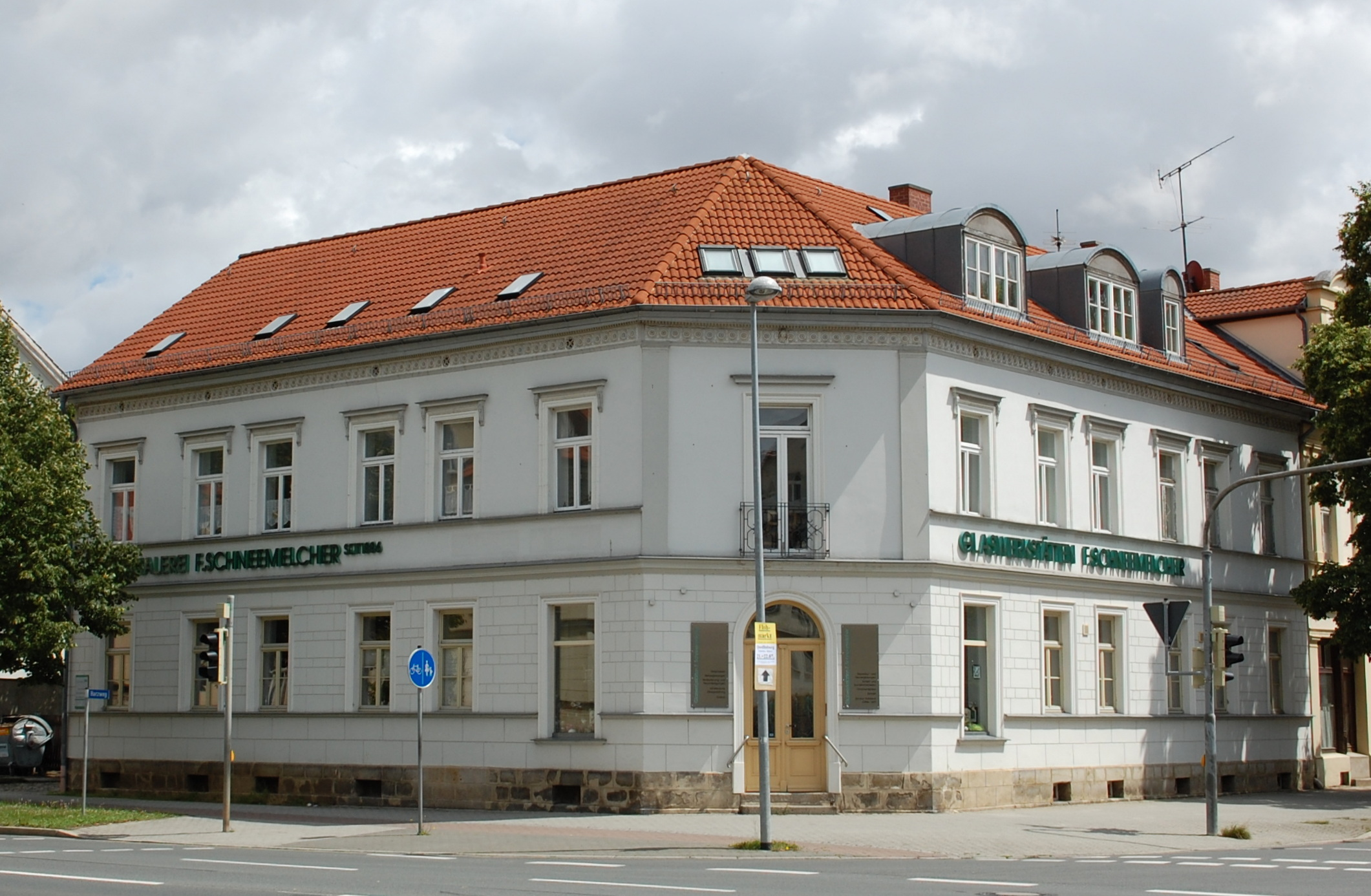
Harzweg 5

Das Haus Harzweg 5 ist ein denkmalgeschütztes Gebäude in Quedlinburg in Sachsen-Anhalt. Das Gebäude ist Sitz der Glaswerkstätten F. Schneemelcher.

## Lage
Das im Quedlinburger Denkmalverzeichnis als Gewerbehof eingetragene Gebäude befindet sich südlich der Quedlinburger Altstadt an der Einmündung der Stresemannstraße auf den Harzweg.

## Architektur und Geschichte
Das zweigeschossige Wohn- und Geschäftshaus entstand in der zweiten Hälfte des 19. Jahrhunderts im Stil des Klassizismus. Zum Areal gehören auch Fabrikgebäude und eine ebenfalls aus der Bauzeit stammende Grundstückseinfriedung.
Auf dem Hof des Anwesens befindet sich der Schaft eines Wasserturms der Reichsbahn.